# Vendrogno
Vendrogno är en ort och frazione i kommunen Bellano i provinsen Lecco i regionen Lombardiet i Italien. 
Vendrogno upphörde som kommun den 1 januari 2020 och uppgick i kommunen Bellano. Den tidigare kommunen hade 298 invånare (2019).